# Arietites

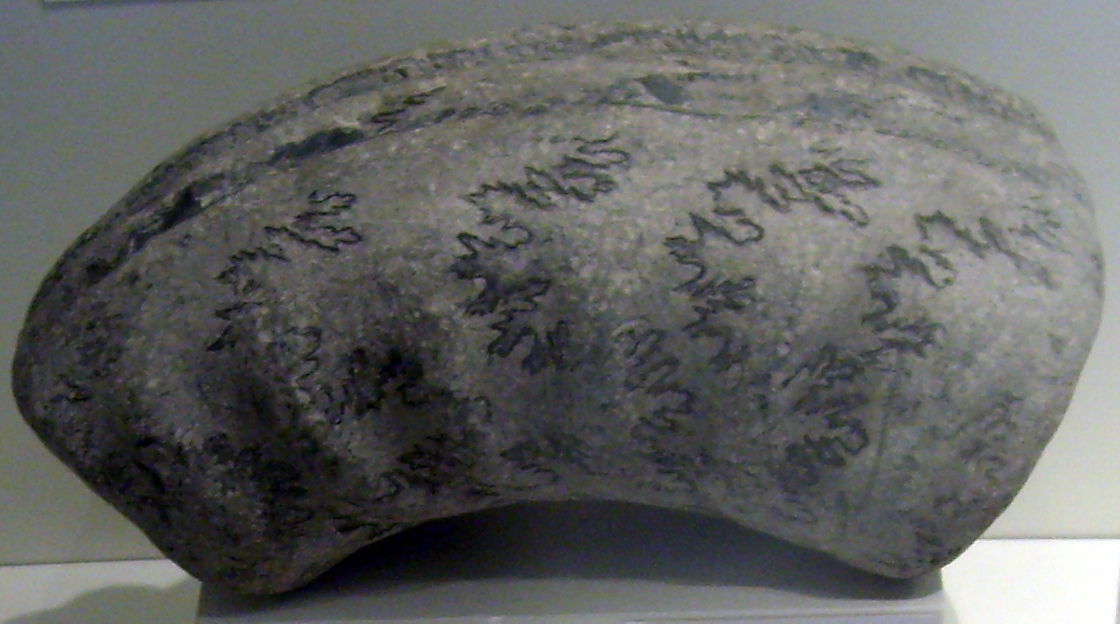
Arietites bucklandi fósil en el Museo Geológico de Copenhague

Arietites es un género de amonitas psilocerotáceas evolutas gigantes fósiles de la familia Arietitidae en las que los verticilos son subcuadrados, con nervaduras transversales y quillas bajas por triplicado, separadas por un par de ranuras longitudinales, que corren a lo largo del venter. Los fósiles se conocen en todo el mundo a partir de la etapa Sinemuriense inferior del Jurásico Inferior. Safari Ltd hizo una figura de Arietites bucklandi en 2014.
Los géneros similares incluyen Megarietites en las que las quillas están reducidas y Epammonites en las que las nervaduras están más cerca.

## Especies
- Arietites ablongaris
- Arietites alcinoe Reynès, 1879
- Arietites anastreptoptychus Franz Wähner, 1891 (posiblemente un sinónimo de subsalinario de Paracaloceras ; Wähner)
- Arietites bisulcatus
- Arietites bonnardii Alcide Dessalines d’Orbigny, 1879
- Arietites brookei
- Arietites bucklandi George Brettingham Sowerby, 1816
- Arietites crossi
- Arietites gaudryi Reynès
- Arietites geometricus Albert Oppe, 1856
- Arietites hettangiensis
- Arietites isis
- Arietites longicellus Friedrich August Quenstedt, 1858
- Arietites meigeni, (posiblemente un sinónimo de Leptechioceras meigeni)
- Arietites meridionalis Reynès
- Arietites obesulus J. F. Blake, 1876
- Arietites obtusus
- Arietites pinguis
- Arietites planaries Reynès, 1879
- Arietites quadratus E. Donovan, 1952
- Arietites radiatus C. T. Simpson, 1843
- Arietites retroversicostatus Canavari
- Arietites rotiformis Sowerby
- Arietites scunthorpense
- Arietites semicostatus A. T. Young & Bird, 1828
- Arietites spiratissimus
- Arietites subsalinarius Wähner, 1891, (posiblemente un sinónimo de Paracaloceras subsalinarium ; Wähner)
- Arietites tenellus C. T. Simpson, 1855
- Arietites turneri
- Arieties westfalicus Lange (posiblemente un sinónimo de Coroniceras westfalicum Lange, 1925)
- Arietites wichmanni August Rothpletz, 1892

Nota: Arietites ahora solo representa un término puramente morfológico. Aún está pendiente una revisión del género, por lo que sus representantes se clasifican inicialmente como Coroniceras (Arietites) bajo Coroniceras.

## Lectura adicional
- Arkell y col. 1957. Mesozoic Ammonoidea. Tratado de Paleontología de Invertebrados. Soc geológico. of America y Univ. de Kansas Press.

- Datos: Q3622580
- Multimedia: Arietites / Q3622580